# Thomas Ahrén du Quercy
Thomas Ahrén du Quercy, folkbokförd Carl Thomas du Quercy Ahrén, ursprungligen Ahrén, född 10 februari 1955 i Lund, är en svensk kyrkomusiker, dirigent, tonsättare och författare.
Efter svensk kyrkomusikerexamen och privata studier för Torsten Nilsson och Hans Pålsson har Ahrén du Quercy bland annat studerat vid Schola Cantorum de Paris (Jean Boyer, orgel) och École Normale de Musique de Paris (Gérard Devos, orkesterdirigering) samt privata kompositionsstudier för Margeritha Parise. Han har varit organist i Svenska Sofiaförsamlingen i Paris och är nu kyrkomusiker inom Svenska kyrkan. År 2002 disputerade han med doktorsavhandlingen Orkesterdirigering – en studie av orkesterdirigentens gestik, repetitionsteknik och ledarskap ur ett didaktiskt perspektiv vid Stockholms universitet. Bland hans kompositioner kan nämnas en konsert för orgel och orkester, Jeux de Lumière (2008), ett Te Deum för kör och orkester (2010) och en konsert för piano och orkester- Images (2021). Denna konsert är tillägnad och uruppförd av den japanfranska virtuosen Tomomi Le Guinio.
Ahrén du Quercy har bedrivit en omfattande verksamhet som konsertorganist med konserter i bland annat Notre-Dame de Paris, Saint Paul’s Cathedral i London, Saint Pauls Cathedral i Melbourne och Saint Patrick's Cathedral i New York. Under tio år var han ledare för den franska kammarorkestern Ensemble Orchestral du Nouveau Monde med medlemmar från Orchestre de Paris. 1994–1995 arbetade han som assistent vid operan i Avignon bl a med en uppsättning av Massenets Werther. Thomas Ahrén du Quercy arbetar regelbundet med en orkester sammansatt av frilansmusiker från Stockholmsregionen, kammarorkestern ARTE. 1995–1997 var han musikrecensent i Östgötacorrespondenten.
Ahrén du Quercy har även arbetat inom pop/rock-genren och har med ett eget band samarbetat med bland andra schlagersångaren Magnus Bäcklund samt musiker som Pierre Swärd, Janne Schaffer, Andreas "Habo" Johansson, Tony Borg och Thomas Backman.
Han är son till biskop Per-Olov Ahrén och socioterapeuten Gunnel Atell samt bror till medicinprofessor Bo Ahrén.